# Рижикова Анна Василівна
Анна Василівна Рижикова (до шлюбу Ярощук, нар. 24 листопада 1989) — українська легкоатлетка, яка спеціалізується в бігу на 400 м та бігу на 400 м з бар'єрами, бронзова призерка Олімпійських ігор в естафетному бігу 4×400 метрів (2012), чемпіонка Універсіади (2011), багаторазова чемпіонка та призерка національних першостей у цих дисциплінах, рекордсменка України з естафетного бігу 4×400 метрів у приміщенні.
На національних змаганнях представляє Дніпропетровську область.

## Спортивна кар'єра
На літній Універсіаді-2013, яка проходила у Казані здобула срібну нагороду в бігу на 400 метрів з бар'єрами. У першому раунді змагань кваліфікувалась до фіналу з результатом 57,52 секунди. У фінальному забігові, подолавши дистанцію з найкращим особистим часом за сезон (54,77), виборола срібну нагороду. Чемпіонкою у цій дисципліні з результатом 54,64 також стала українка Анна Тітімець, а третє місце посіла росіянка Ірина Давидова.
На II Європейських іграх 2019 у Мінську брала участь у новому виді програми — динамічній новій легкій атлетиці (DNA). У змішаній естафеті 4×400 м разом з Тетяною Мельник, Данилом Даниленком та Станіславом Сеником з результатом 3.17,31 виборола золото. За результатами фіналу динамічної нової легкої атлетики (DNA) здобула друге золото за турнір.
У жовтні на 7-х Всесвітніх Іграх серед військовослужбовців в Китаї у бігу на 400 метрів з бар'єрами з результатом 55,23 виборола срібну нагороду. В естафеті 4×400 метрів з результатом 3.33,68 разом з Марією Миколенко, Анастасією Бризгіною та Катериною Климюк здобула бронзу.

### 2021
7 березня на чемпіонаті Європи в приміщенні в Торуні стала співавторкою національного рекорду з естафетного бігу 4×400 метрів (3.30,38) разом з Катериною Климюк, Анастасією Бризгіною та Вікторією Ткачук.
4 липня на етапі «Діамантової ліги» у Стокгольмі встановила рекорд України з бігу на 400 метрів з бар'єрами (52,96), перевершивши попереднє досягнення Тетяни Терещук-Антипової (53,37), встановлене 2004 року.
4 серпня на Олімпіаді-2020 фінішувала п'ятою в забігу на 400 м з бар'єрами з результатом 53:48.

### 2022
На етапі World Athletics Continental Tour Gold у чеській Остраві Анна Рижикова в незвичній для себе дистанції у 300 метрів з бар'єрами фінішувала третьою з результатом 38,36 секунди.
20 серпня 2022 року Ганна Рижикова взяла «бронзу» чемпіонату Європи з легкої атлетики, здолавши 400 метрів з бар'єрами за 54.86 секунди.

## Основні міжнародні виступи
| Рік  | Змагання                           | Місце проведення           | Місце    | Дисципліна                    | Результат | Примітки |
| ---- | ---------------------------------- | -------------------------- | -------- | ----------------------------- | --------- | -------- |
| 2007 | Чемпіонат Європи серед юніорів     | Генгело, Нідерланди        | 4мз1     | біг на 200 метрів             | 24.97     |          |
| 2007 | Чемпіонат Європи серед юніорів     | Генгело, Нідерланди        | 2        | естафета 4×100 метрів         | 44.77     |          |
| 2008 | Чемпіонат світу серед юніорів      | Бидгощ, Польща             | 6        | біг на 400 метрів з бар'єрами | 58.43     |          |
| 2008 | Чемпіонат світу серед юніорів      | Бидгощ, Польща             | 2        | естафета 4×400 метрів         | 3:34.20   |          |
| 2009 | Чемпіонат Європи серед молоді      | Каунас, Литва              | 8        | біг на 400 метрів з бар'єрами | 57.26     |          |
| 2009 | Чемпіонат Європи серед молоді      | Каунас, Литва              | 4        | естафета 4×400 метрів         | 3:30.78   |          |
| 2010 | Чемпіонат Європи                   | Барселона, Іспанія         | 11 (пф.) | біг на 400 метрів з бар'єрами | 56.29     |          |
| 2011 | Чемпіонат Європи серед молоді      | Острава, Чехія             | 1        | біг на 400 метрів з бар'єрами | 54.77     | PB       |
| 2011 | Чемпіонат Європи серед молоді      | Острава, Чехія             | 2        | естафета 4×400 метрів         | 3:30.13   |          |
| 2011 | Універсіада                        | Шеньчжень, Китай           | 1        | біг на 400 метрів з бар'єрами | 55.15     |          |
| 2011 | Чемпіонат світу                    | Тегу, Південна Корея       | 10 (пф.) | біг на 400 метрів з бар'єрами | 55.09     |          |
| 2011 | Чемпіонат світу                    | Тегу, Південна Корея       | —        | естафета 4×400 метрів         | DSQ       |          |
| 2012 | Чемпіонат Європи                   | Гельсінкі, Фінляндія       | 2        | біг на 400 метрів з бар'єрами | 54.35     | PB       |
| 2012 | Олімпійські ігри                   | Лондон, Велика Британія    | 12 (пф.) | біг на 400 метрів з бар'єрами | 55.51     |          |
| 2012 | Олімпійські ігри                   | Лондон, Велика Британія    | 3        | естафета 4×400 метрів         | 3:23.57   | SB       |
| 2013 | Командний чемпіонат Європи         | Гейтсхед, Велика Британія  | 2        | біг на 400 метрів з бар'єрами | 55.27     |          |
| 2013 | Універсіада                        | Казань, Росія              | 1        | біг на 400 метрів з бар'єрами | 54.77     | SB       |
| 2013 | Чемпіонат світу                    | Москва, Росія              | 5        | біг на 400 метрів з бар'єрами | 55.01     |          |
| 2014 | Командний чемпіонат Європи         | Брауншвейг, Німеччина      | 1        | біг на 400 метрів з бар'єрами | 55.00     | SB       |
| 2014 | Командний чемпіонат Європи         | Брауншвейг, Німеччина      | 1        | естафета 4×400 метрів         | 3:27.66   |          |
| 2014 | Чемпіонат Європи                   | Цюрих, Швейцарія           | —        | біг на 400 метрів з бар'єрами | DSQ       |          |
| 2014 | Чемпіонат Європи                   | Цюрих, Швейцарія           | 2        | естафета 4×400 метрів         | 3:24.32   | SB       |
| 2015 | Чемпіонат світу                    | Пекін, Китай               | 9 (пф.)  | біг на 400 метрів з бар'єрами | 55.16     | SB       |
| 2015 | Всесвітні Ігри військовослужбовців | Мунгьойн, Південна Корея   | —        | біг на 100 метрів з бар'єрами | DNF       |          |
| 2015 | Всесвітні Ігри військовослужбовців | Мунгьойн, Південна Корея   | 2        | біг на 400 метрів з бар'єрами | 55.74     |          |
| 2015 | Всесвітні Ігри військовослужбовців | Мунгьойн, Південна Корея   | 2        | естафета 4×400 метрів         | 3:30.66   |          |
| 2018 | Чемпіонат світу в приміщенні       | Бірмінгем, Велика Британія | 8 (пф.)  | біг на 400 метрів             | 52.74     | PB       |
| 2018 | Чемпіонат світу в приміщенні       | Бірмінгем, Велика Британія | 4        | естафета 4×400 метрів         | 3.31.32   | SB       |
| 2018 | Чемпіонат Європи                   | Берлін, Німеччина          | 2        | біг на 400 метрів з бар'єрами | 54.51     | SB       |
| 2018 | Континентальний кубок ІААФ         | Острава, Чехія             | 3        | біг на 400 метрів з бар'єрами | 54.47     | SB       |
| 2019 | Чемпіонат Європи в приміщенні      | Глазго, Велика Британія    | 9 (пф.)  | біг на 400 метрів             | 53.22     |          |
| 2019 | Світові естафети ІААФ              | Йокогама, Японія           | —        | естафета 4×400 метрів         | DSQ       |          |
| 2019 | Командний чемпіонат Європи         | Бидгощ, Польща             | 2        | біг на 400 метрів з бар'єрами | 55.61     |          |
| 2019 | Командний чемпіонат Європи         | Бидгощ, Польща             | 4        | естафета 4×400 метрів         | 3:29.33   | SB       |
| 2019 | Чемпіонат світу                    | Доха, Катар                | 7        | біг на 400 метрів з бар'єрами | 54.45     | SB       |
| 2019 | Чемпіонат світу                    | Доха, Катар                | 6        | естафета 4×400 метрів         | 3:27.48   |          |
| 2019 | Всесвітні Ігри військовослужбовців | Ухань, Китай               | 2        | біг на 400 метрів з бар'єрами | 55.23     |          |
| 2019 | Всесвітні Ігри військовослужбовців | Ухань, Китай               | 3        | естафета 4×400 метрів         | 3:33.68   |          |
| 2021 | Чемпіонат Європи в приміщенні      | Торунь, Польща             | 5 (пф.)  | біг на 400 метрів             | 52.11     | PB       |
| 2021 | Чемпіонат Європи в приміщенні      | Торунь, Польща             | 5        | естафета 4×400 метрів         | 3.30.38   | NIR      |
| 2021 | Олімпійські ігри                   | Токіо, Японія              | 5        | біг на 400 метрів з бар'єрами | 53.48     |          |
| 2021 | Олімпійські ігри                   | Токіо, Японія              | 9 (з.)   | естафета 4×400 метрів         | 3:24.50   | SB       |
| 2022 | Чемпіонат світу                    | Юджин, США                 | 8        | біг на 400 метрів з бар'єрами | 54.93     |          |
| 2022 | Чемпіонат світу                    | Юджин, США                 | 9 (з.)   | естафета 4×400 метрів         | 3:29.25   | SB       |
| 2022 | Чемпіонат Європи                   | Мюнхен, Німеччина          | 3        | біг на 400 метрів з бар'єрами | 54.86     |          |

## Державні нагороди
- Орден княгині Ольги III ст. (25 липня 2013) — за досягнення високих спортивних результатів на XXVII Всесвітній літній Універсіаді в Казані, виявлені самовідданість та волю до перемоги, піднесення міжнародного авторитету України[13].
- Орден княгині Ольги II ст. (15 липня 2019) — за досягнення високих спортивних результатів на II Європейських іграх 2019 в Мінську, виявлені самовідданість та волю до перемоги, піднесення міжнародного авторитету України[14].